# ペドロ高石
ペドロ高石（ペドロたかいし、1966年4月10日 - ）は、カポエイラ選手兼マッスルを中心に活動していた元プロレスラー。本名：高石 一哉（たかいし かずや）。
マッスル解散後は地下プロレスや頑固プロレス、COMBOなどに参戦していた。

## 経歴・戦歴
- 2001年8月19日、第8回全日本総合格闘技大会の総合格闘技無差別級トーナメントに出場し4位となった。
- 9月、闘龍比祭に出場し3位となった。
- 2002年、ジャッキー・リン&チェリー戦でプロレスデビュー（パートナーは佐野直）。
- 2004年真陰流トーナメント出場、準決勝で桜木裕司に１R2分KO負け。
- 10月13日、北沢タウンホールにおける「マッスル」に自己実現のために初参加。
- 2005年12月16日、リアルジャパンプロレスの掣圏真陰流トーナメントに出場。細江俊裕（截空道総本部）に1R2分42秒でTKO負け。
- 2006年1月28日、格闘技大会「W-カプセル」に出場。高森啓吾と総合格闘技ルールで対戦。1R17秒鉄槌連打によるKO負け[1]。
- 2007年9月5日、マッスル15においてMr.マジックとのコンビで、2人の年収を合わせて命名された「2000万マネーズ」を結成する。
- 2019年2月16日、『マッスルマニア2019 in 両国～俺たちのセカンドキャリア～』両国国技館大会でヤス・ウラノ＆大石真翔＆大家健を相手に引退試合（パートナーは趙雲子龍＆グレート小鹿）。ほぼ試合に出られずに終了したため、急きょ青木真也を相手に再試合を行った[2]。
- 2024年7月20日、銀座プロレスで、富士山頂プロレスのベルトを奪取。8月4日、20回目の富士山登山。山頂で富士山プロレスに参戦、ベルト防衛。

## 得意技
- ジバタ、マテロ等、各種カポエイラ技
- お腹の上でのヘッドスピン
- 頭で滑ってアタック（これが一因で頭皮が薄くなつ）
- ライフプランニング
- 転職アドバイス

## 入場曲
- 「Zoom-Zoom-Zoom」（Serepis Bey）

## 特記
- 戸田市スポーツセンターにおいてカポエイラ練習会を20年間主宰している。
- ダンスユニット「ペドロカポエイラ」を率い、ストリートダンスイベントや即興演劇イベントで、パフォーマンスしている。
- カポエイラの経験によってポルトガル語ができることからアントニオ・ホドリゴ・ノゲイラの通訳を務めていた。
- 日産カップのソロダンス部門で優勝したことがある。
- 筑波大学で、健康教育学を学び、東京大学でスポーツ科学の研究員をしていた。
- ファイナンシャル・プランナーの資格者で、平日は生命保険会社で所長をしている。
- サルサが好きで、オルケスタ・デ・ラ・ルスの「キッスは目にして」のPVで踊っている。
- 登山とプロレスが好きで、富士山頂プロレス（2010年8月29日）に出場し、週刊新潮のグラビアに出た。
- 映画「漂流街」に日系ブラジル人のカポエイリスタとして、出演した。
- 大学1年の時に筑波万博の紹介番組EXPOスクランブルで、ネルトン教のボディガード（とんねるずの舎弟）をしていた、衣装は自前の穴の開いたビキニの海パンだけだった。
- 2006年夏に岩手県一関市で火事に遭遇、老婆を救助。2007年夏にJR秋葉原駅で線路に落ちた紳士を救助。
- マラソンが趣味で、2012年の東京マラソンでは視覚障害者の伴走をした。ただし、あまり速くないため、障害者の足を引っ張ることがある。